# Gymnophryxe inconspicua
Gymnophryxe inconspicua är en tvåvingeart som först beskrevs av Villeneuve 1924.  Gymnophryxe inconspicua ingår i släktet Gymnophryxe och familjen parasitflugor. Inga underarter finns listade i Catalogue of Life.